# Coq doré
Pour les articles homonymes, voir Coq d'or.
Gallus gallus
Espèce
Statut de conservation UICN

 LC  : Préoccupation mineure
Répartition géographique
Le Coq doré ou Coq sauvage (Gallus gallus), souvent appelé à tort "Coq bankiva" (car Bankiva désigne une de ses sous-espèces), est une espèce d'oiseaux de la famille des Phasianidae.
Originaire du Sud-Est asiatique, il a été domestiqué et constitue la principale espèce à l'origine des races de poules domestiques,.

## Description
Chez cette espèce au dimorphisme sexuel assez marqué, le coq se distingue de la poule par sa taille plus importante, par sa crête rouge vif sur la tête et ses barbillons plus développés. Mais aussi par ses ergots, son plumage rouge à doré et sa queue en panache de plumes noires avec des reflets bleu, pourpre et vert. Les couleurs de son plumage sont d'ailleurs très proches de celles de l'emblème national français, le coq gaulois. Le plumage de la femelle est typique de cette famille d'oiseaux : il permet le camouflage de la poule qui, seule, s'occupe des œufs et des poussins. La crête des poules sauvages est presque inexistante.
Cet oiseau mesure de 40 cm (pour les femelles) jusqu’à 70 cm (pour les mâles), de haut, et 28 cm de long. Sa masse est de 300 à 700 g et parfois 1 kg (pour les femelles) à 1,5 kg (pour les mâles).
Pendant la saison de reproduction, les coqs annoncent leur présence avec l'appel bien connu de « cocorico » qui attire les femelles et à tient à distance ou défie d'éventuels mâles concurrents présents dans les environs. Les pattes du coq portent des ergots au-dessus du pied qu'ils utilisent pour se défendre et pour se battre. Le vol pour ces oiseaux est presque limité à atteindre leurs perchoirs au coucher du soleil dans les arbres ou tout autre endroit élevé qui les met à l'abri des prédateurs, et pour la fuite devant un danger immédiat durant le jour. Cependant, grâce à leurs trois doigts à chaque pattes, les coqs dorés sont de bon coureurs.
La recherche actuelle concernant l'intégrité génétique de cette espèce semble montrer que la forme pure est tout à fait rare et peut même être éteinte, seulement représentée à l'état sauvage par des oiseaux avec divers degrés de croisement avec des animaux de races domestiques de l'espèce.

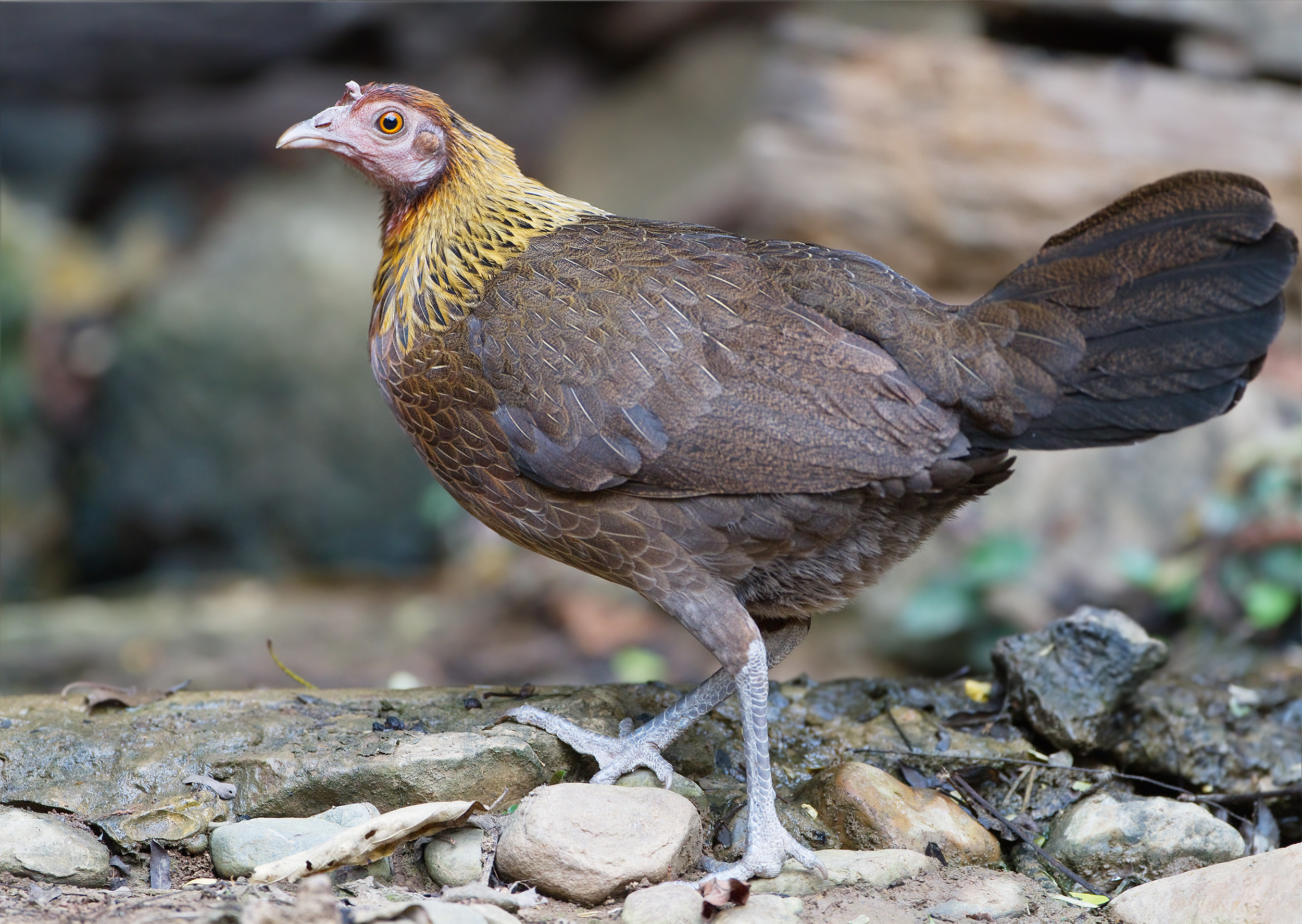
Poule, parc national de Kaeng Krachan, Thaïlande
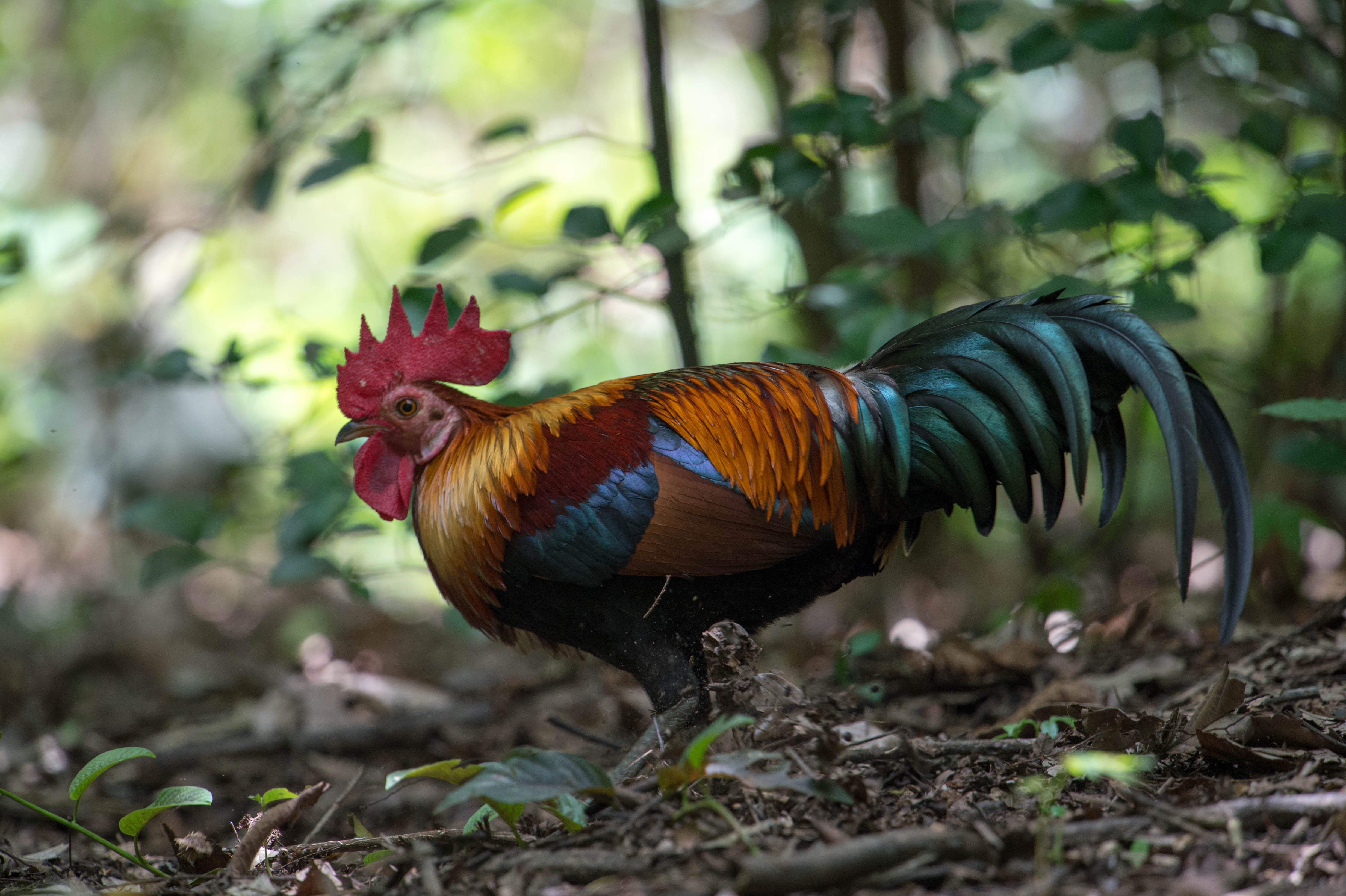
Coq, parc national de Khaeng Krachan, Thaïlande
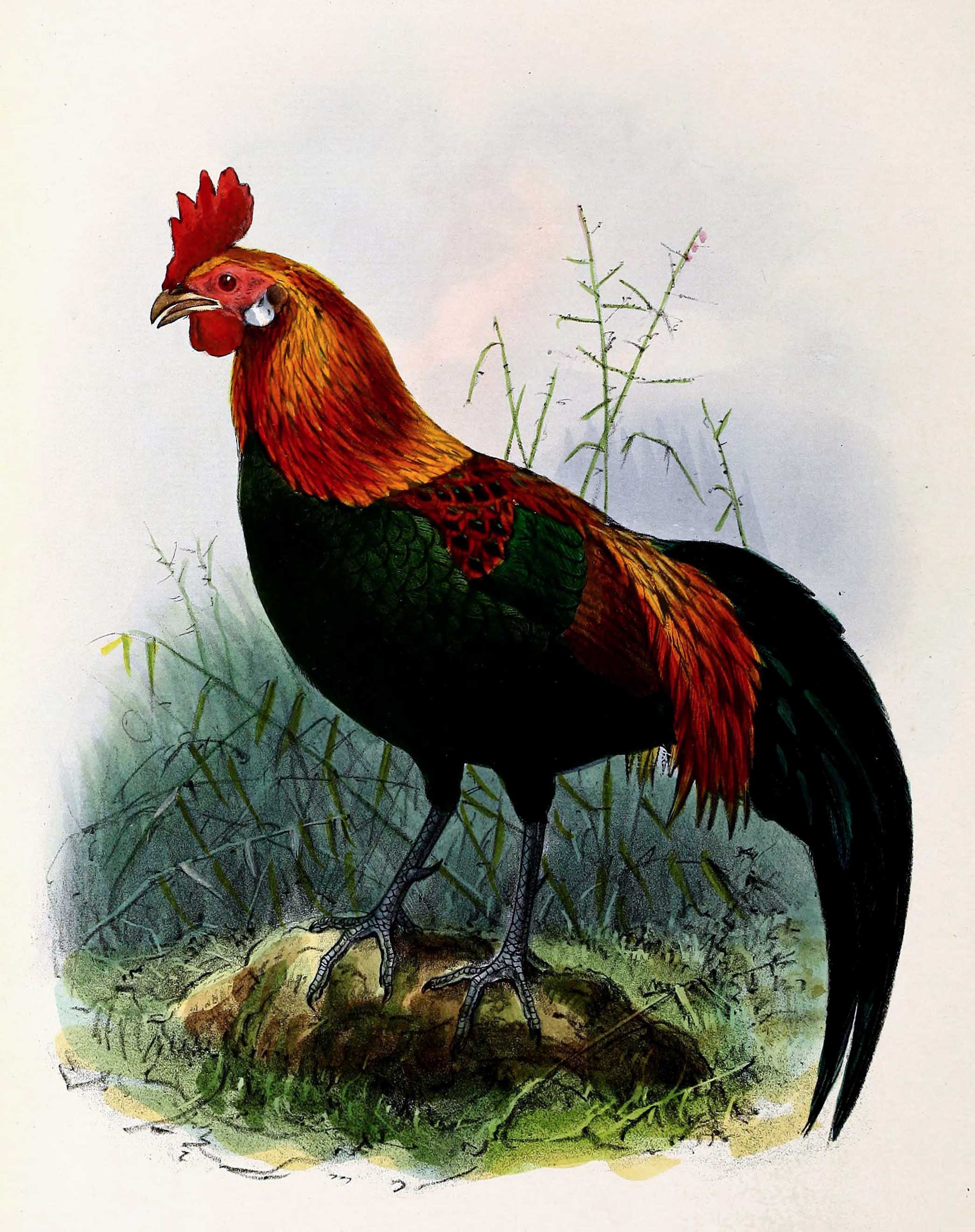
mâle
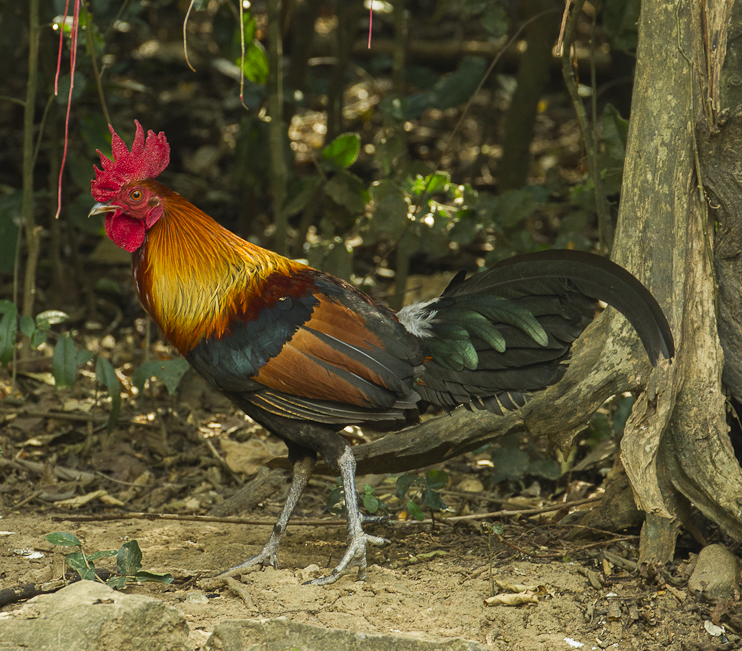
Coq sauvage dans le parc national de Kaeng Krachan, Thaïlande.
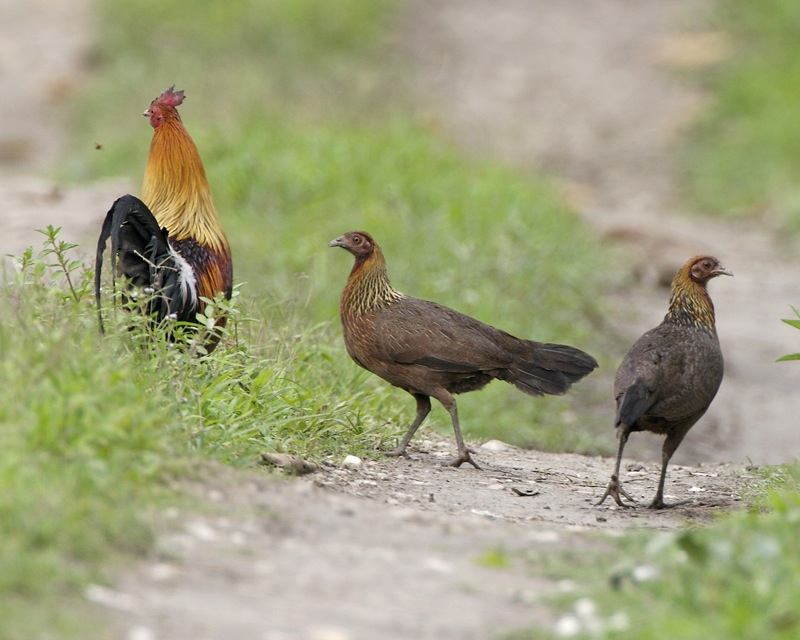
Un coq (à gauche) et deux poules dans le parc national de Kaziranga dans l’Assam (Inde)

## Répartition et habitat
Le coq doré habite les forêts, les broussailles et les champs jusqu'à 1500 mètres d'altitude au bord de l'Himalaya.
L'aire de répartition de l'espèce sauvage « vraie » s'étire du nord-est de l'Inde (où l'espèce pure a été presque certainement contaminée par métissage avec des animaux de race domestique) vers l'est (Chine du Sud) et jusqu'à la Malaisie et l'Indonésie.

## Sous-espèces

### sauvages
- Gallus gallus bankiva - Bali, Java et Sumatra
- Gallus gallus gallus - Cambodge et de Cochinchine (sud du Viêt Nam)
- Gallus gallus jabouillei - Tonkin (nord du Viêt Nam) et sud de la Chine
- Gallus gallus murghi - nord de l'Inde
- Gallus gallus spadiceus - Birmanie, nord du Laos, Thaïlande et Malaisie[4].

### forme domestique
- Gallus gallus domesticus, sous-espèce issue des précédentes, ainsi que probablement d'autres sous-espèces disparues, car la diversité génétique des races domestiques ne peut se justifier seulement par la descendance des seules sous-espèces encore présentes à l'état sauvage et comme l'ont récemment prouvé les progrès de la recherche en génétique. Notamment, des chercheurs français et suédois ont montré la présence de gènes issu d'hybridation avec le coq de Sonnerat, ayant transmis le caractère héréditaire récessif (W*Y) « peau jaune » à plusieurs races domestiques[6].

Dans les années 1980, on pensait que le coq avait été domestiqué en Inde, il y a environ 3200 ans avant notre ère (ou bien en Chine). En juillet 2020, une étude arrivait à la conclusion vague que la sous-espèce Gallus gallus spadiceus aurait été domestiquée en réalité beaucoup plus tôt, il y a entre 6200 et 12800 ans. Mais en juin 2022, les archéologues, après avoir mené des recherches sur plus de 600 sites de 89 pays, constatent que les premiers gallinacés domestiqués datent seulement au maximum de 3670 ans : découverte de la première apparition de coqs domestiqués sur le site néolithique de Ban Non Wat (en) dans le centre de la Thaïlande, entre 1650 et 1250 avant notre ère.
Dans plusieurs régions du monde, on observe la présence de populations sauvages exclusivement issues d'animaux domestiques (phénomène de marronnage) : Hawaï, La Réunion, Floride, Polynésie etc. dont la morphologie varie entre types domestiques et types très proches des représentants sauvages de l'espèce.

### Distinction entre coqs sauvages et sujets métis/domestiques
Les coqs sauvages ont la particularité d'avoir deux phases de plumage (une double mue), alors que les coqs domestiques n'en ont qu'une, au mois d'août. La première est celle qui ne peut être distinguée du coq domestique, où les plumes du camail et les lancettes sont nettement plus longues, vivement colorées et se terminant en pointe. La deuxième, dite d'éclipse, qui commence vers le mois de juin et dure environ trois mois, période durant laquelle les caractères sexuels secondaires disparaissent, laissant place à des plumes plus courtes et arrondies, de couleur plus sombre ; la crête diminue légèrement et s'assombrit. Les coqs sont moins agressifs durant cette période.
Lors de métissage avec des souches domestiques, cette spécificité disparaît ; c'est ainsi que l'on identifie les sujets sauvages purs et que l'on peut les différencier des sujets domestiques et/ou métis.

## Alimentation

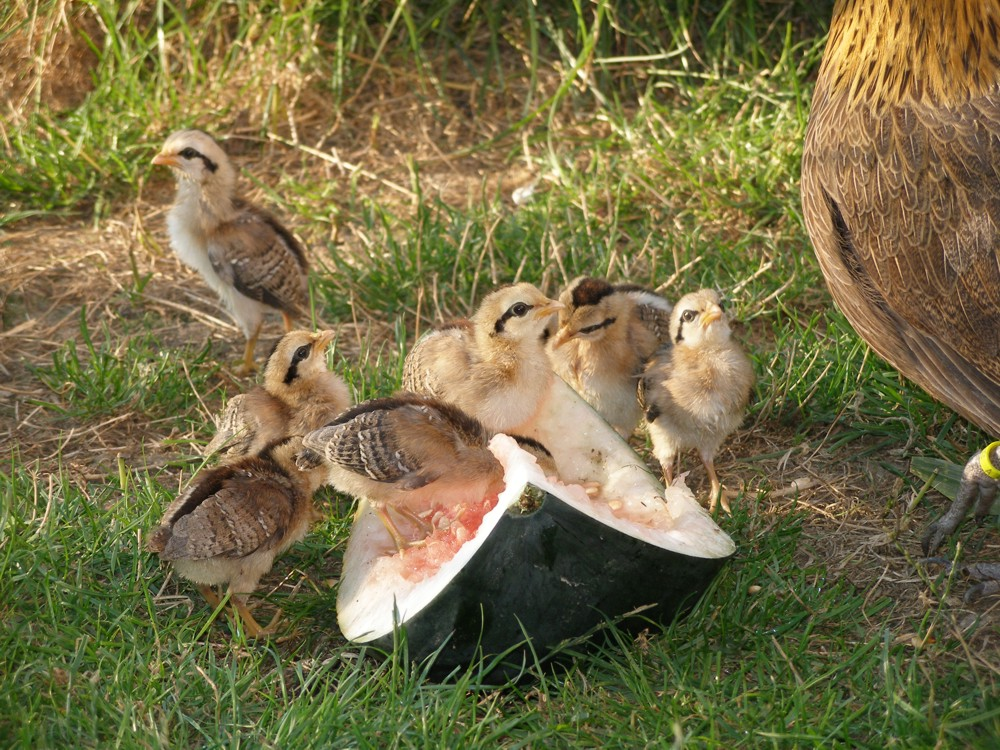
Poussins de race Phoenix doré G. g. domesticus, de coloris semblable aux sous-espèces sauvages.

Cet oiseau est omnivore. Il gratte le sol à la recherche de nourriture.
Son régime alimentaire est mixte : d'une part des insectes, vers et mollusques ; d'autre part des graines (maïs, soja et toutes sortes de grains trouvés à terre) et des fruits.
Les bankivas sont absolument incapables de détecter le goût sucré. Par contre, ils repèrent le sel mais montrent peu d'attirance pour lui[réf. nécessaire].

## Reproduction

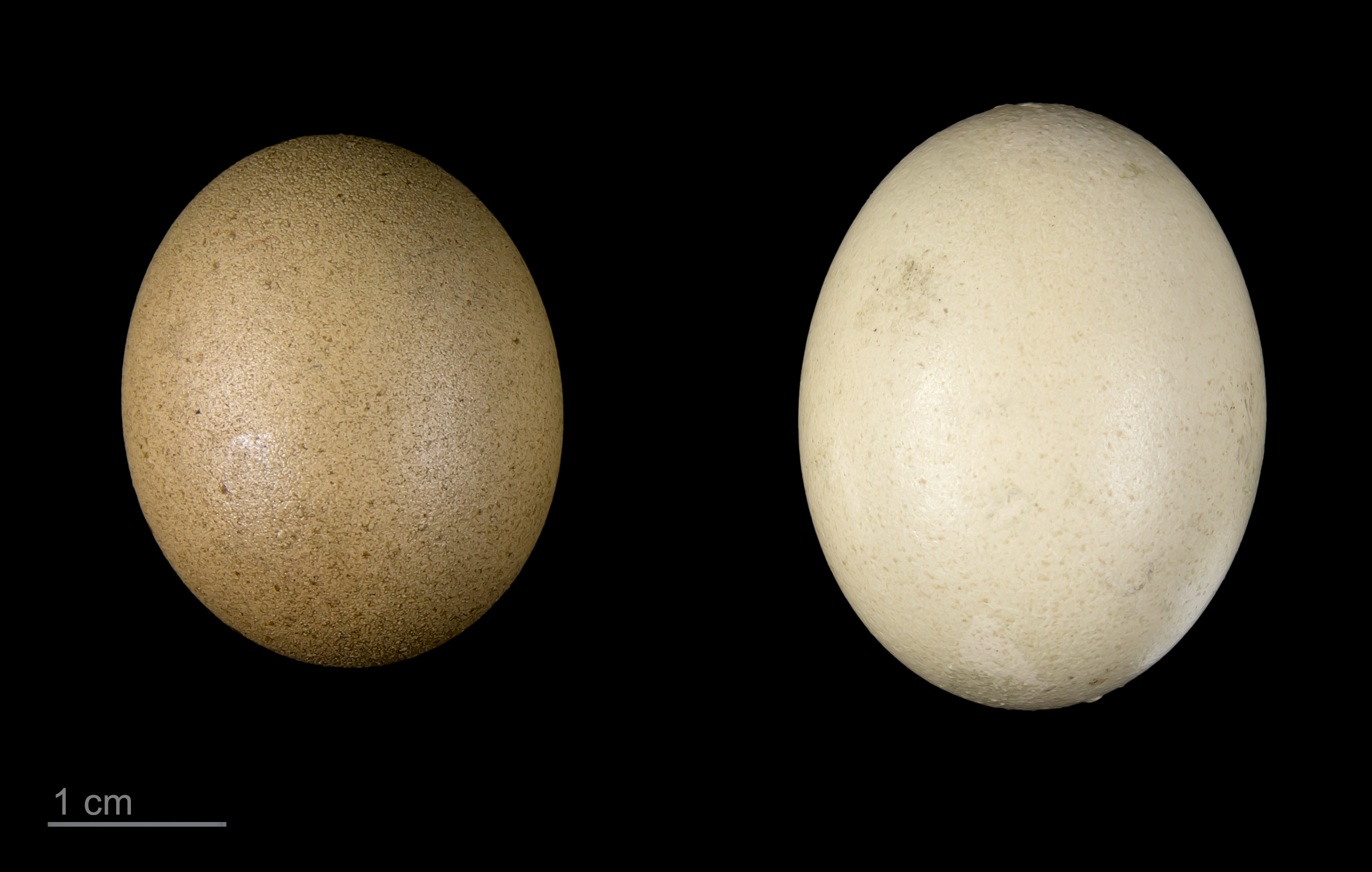
œufs de poule domestique, MHNT

En Inde, la reproduction a lieu entre mars et mai. La poule construit son nid garni d'herbes et de feuilles sèches dans une simple dépression creusée dans le sol, dans un endroit isolé de ses prédateurs (souches d'arbres creux, terriers abandonnés, broussailles ou buissons, à l'abri d'un fourré...), généralement au niveau du sol car les poussins sont nidifuges. Seule la poule se charge de la couvaison, durant 19 à 21 jours de 5 à 8 œufs généralement, d'environ 40 grammes, pondus au rythme d'un par jour. Ils éclosent simultanément car la poule ne les couve qu'au dernier œuf pondu, de manière qu'ils se développent et éclosent en même temps.
Durant cette période, la poule quitte le nid uniquement pour se nourrir et s'abreuver furtivement afin de conserver la chaleur nécessaire au bon développement des embryons (entre 37 et 39,5 °C).
Une fois éclos, les poussins resteront durant au moins deux semaines avec leur mère, celle-ci grattant le sol à la recherche de nourriture (végétaux, insectes, mollusques...) afin de leur apprendre tout en leur distribuant ses trouvailles. À la nuit tombante, ils se réfugient sous elle afin de rester au chaud et d'être en sécurité.
Durant la couvaison, le coq surveille attentivement sa ou ses poules (il est polygame avec parfois 5 à 6 poules) et les protège d'éventuels prédateurs, avec acharnement jusqu'à la mort si nécessaire, usant de son bec et de ses ergots. Une fois les œufs éclos, il surveille attentivement sa progéniture, leur distribuant les petites proies qu'il trouve.
Les poussins naissent recouverts d'un duvet jaunâtre, le dessus de la tête et du dos sont couverts d'une bande marron (d'avant en arrière), elle-même recouverte de deux petites bandes sur les côtés de cette première, une plus claire et l'autre plus sombre, les camouflant sur le sol, les feuilles mortes et les branchages. Ils sont identiques aux poussins des races domestiques des variétés dorées (doré-saumoné, perdrix-doré) qui sont les couleurs rencontrées chez les sous-espèces sauvages et ne diffèrent guère en coloris des poussins des autres espèces de Phasianidés.